# Beat Nº 1
Beat Nº 1 es el cuarto álbum de estudio del grupo argentino Los Gatos, lanzado en 1969 por el sello discográfico RCA Vik. Para este disco la banda de Litto Nebbia incorpora a un joven guitarrista, aún prácticamente desconocido: Pappo, quien imprimiría un sabor más blusero y roquero al grupo, especialmente en el siguiente álbum, Rock de la mujer perdida de 1970.

## Grabación y lanzamiento
Un fluido eclecticismo campea por todo el disco: el beat de los comienzos, el rock beatlesco y melódico, la psicodelia y la fuerte impronta blusera que le imprime la incorporación de Pappo, resulta en conjunto en un hard rock más decidido de toda la placa. Sumado a esto el viaje inspirador de Ciro y Moro a New York, las nuevas canciones denotan un evidente cambio evolutivo que pasa por la velocidad mod de "Hogar", la densidad blusera arrastrándose en "Escúchame, alúmbrame" y la cuasi psicodélica "Fuera de la ley". La base Moro-Toth afilada a pleno y mucha comodidad entre Ciro y Pappo; la voz de Litto se enronquece buscando la fuerza de un rock más contundente. Hay una exploración interesante de las posibilidades del stereo (la batería tirada completamente para el canal izquierdo, por ejemplo). El álbum se cierra con el extenso "Fuera de la ley", tema que preanuncia el cambio de estilo de Los Gatos, que comenzaban a abandonar la música beat y el pop psicodélico, para adentrarse en sonoridades más robustas y complejas.

## Lista de canciones
- Todos los temas fueron compuestos por Litto Nebbia.

Lado A
1. Sueña y corre - 3:31
2. Hogar - 2:53
3. Dónde está, cómo fue - 2:56
4. El otro yo del señor negocios - 2:47
5. Flores y cartas - 2:24
6. Lágrimas de María - 4:44

Lado B
1. Soy de cualquier lugar - 2:37
2. Escúchame, alúmbrame - 3:37
3. Fuera de la ley - 11:04

Bonus de la reedición en CD
1. Escúchame, alúmbrame (Monoaural) - 3:44
2. Mama rock - 2:35
3. Campo para tres - 2:15
4. Canción para un ladrón - 5:10
5. Canción para un reventado - 5:25
6. La casa de diarios viejos - 5:00

## Personal
- Litto Nebbia - voz principal y coros, guitarra rítmica
- Pappo - guitarra principal
- Ciro Fogliatta - órgano, piano y coros
- Alfredo Toth - bajo y coros
- Oscar Moro - batería